# Чемпионат Океании по гандболу
Чемпионат Океании по гандболу — соревнования для национальных гандбольных сборных стран Австралии и Океании, проводившиеся под эгидой Континентальной федерации гандбола Океании (OCHF).
Соревнования проводились в 1994—2014 годах для мужских и в 1997—2016 — для женских национальных национальных сборных. Система проведения зависела от количества заявленных команд. Если количество участвующих сборных три и более, то команды проводили одно - или двухкруговой турнир, по результатам которого определялась итоговая расстановка мест. Если число участников менее трёх, то команды проводили серию до двух побед одного из соперников.
С 2018 года сильнейшие сборные Океании — Австралия и Новая Зеландия — принимают участие в чемпионатах Азии среди мужских и женских команд.

## Призёры

### Мужчины
| Год  | Место проведения            | Золото          | Серебро        | Бронза       |
| 1994 | Канберра (Австралия)        | Австралия       | Новая Зеландия | —            |
| 1996 | Порируа (Новая Зеландия)    | Австралия       | Новая Зеландия | —            |
| 2002 | Сидней (Австралия)          | Австралия       | Вануату        | Острова Кука |
| 2004 | Сидней (Австралия)          | Австралия       | Новая Зеландия | Острова Кука |
| 2006 | Сидней (Австралия)          | Австралия       | Новая Зеландия | Острова Кука |
| 2008 | Веллингтон (Новая Зеландия) | Новая Каледония | Австралия      | Острова Кука |
| 2010 | Порируа (Новая Зеландия)    | Австралия       | Новая Зеландия | Острова Кука |
| 2012 | Сидней (Австралия)          | Австралия       | Новая Зеландия | —            |
| 2014 | Окленд (Новая Зеландия)     | Австралия       | Новая Зеландия | —            |

### Женщины
| Год  | Место проведения            | Золото    | Серебро        | Бронза         |
| 1997 | Мельбурн (Австралия)        | Австралия | Новая Зеландия | —              |
| 2005 | Сидней (Австралия)          | Австралия | Новая Зеландия | —              |
| 2007 | Сидней (Австралия)          | Австралия | Новая Зеландия | —              |
| 2009 | Брисбен (Австралия)         | Австралия | Австралия      | Новая Зеландия |
| 2011 | Веллингтон (Новая Зеландия) | Австралия | Новая Зеландия | —              |
| 2013 | Веллингтон (Новая Зеландия) | Австралия | Новая Зеландия | —              |
| 2016 | Сидней (Австралия)          | Австралия | Новая Зеландия | —              |

## Медальные таблицы

### Мужчины
| Сборная         | Золото | Серебро | Бронза | Всего |
| Австралия       | 8      | 1       | 0      | 9     |
| Новая Каледония | 1      | 0       | 0      | 1     |
| Новая Зеландия  | 0      | 7       | 0      | 7     |
| Вануату         | 0      | 1       | 0      | 1     |
| Острова Кука    | 0      | 0       | 5      | 5     |

### Женщины
| Сборная        | Золото | Серебро | Бронза | Всего |
| Австралия      | 7      | 0       | 0      | 7     |
| Новая Зеландия | 0      | 6       | 1      | 7     |
| Австралия      | 0      | 1       | 0      | 1     |